# Jakarta International Stadium
Das Jakarta International Stadium (indonesisch Stadion Internasional Jakarta, kurz: JIS) ist ein Fußballstadion mit schließbarem Dach im Distrikt Tanjung Priok, Nordjakarta, der indonesischen Hauptstadt Jakarta. Es ist, nach dem Umzug vom Gelora-Bung-Karno-Stadion, die neue Heimspielstätte des Fußballclubs Persija Jakarta. Es soll auch die gelegentliche Spielstätte der indonesischen Fußballnationalmannschaft werden. Das Jakarta International Stadium wurde nach den Vorgaben des Fußballweltverbandes FIFA gebaut. Das JIS soll neben Fußball- und anderen Sportereignissen, dank des Dachs, auch Konzerte oder Kulturveranstaltungen beherbergen. Neben dem Fußballstadion gibt es auch zwei Trainingsplätze im Freien. Mit einer Höhe von 73 Metern gehört es zu den höchsten Stadien der Welt und ist Teil eines 22 Hektar großen Komplexes, welches über einen Bahnanschluss verfügt und mit dem nahegelegenen BMW Park verbunden ist.

## Geschichte
Der Standort für das JIS wurde 2011 ausgewählt und ursprünglich sollte an der Stelle ein Stadion mit Leichtathletikanlage und einer Kapazität für 50.000 Zuschauer entstehen. Die Anlage sollte BMW-Stadium heißen, nach dem bereits erwähnten benachbarten Park, und sollte bis 2013 gebaut und bis 2015 fertiggestellt werden. Landstreitigkeiten verhinderten allerdings den Bau und anstelle des alten Projekts wurde eine neue Fußballarena mit über 80.000 Plätzen ohne Leichtathletikanlage geplant. Das neu konzipierte Projekt erhielt den Namen Jakarta International Stadium und der Bau wurde am 14. März 2019 durch den Gouverneur von Jakarta, Anies Baswedan, begonnen. Der Bau soll knapp 340 Millionen US-Dollar kosten und wird von der Regierung von Jakarta finanziert.
Der Bau wurde im Dezember 2021 fertiggestellt. Das Stadion sollte am 11. Dezember 2021 eingeweiht werden, aber eine Woche vor der Eröffnung beschloss die Regierung, den Zeitpunkt der Eröffnung aufzuschieben.
Im April 2022 wurde als erste sportliche Veranstaltung ein Junioren-Miniturnier mit der U18-Mannschaften von FC Barcelona, Atletico Madrid, Bali United und der U20-Auswahl Indonesia All-Stars. Barcelona gewann im Finale mit 1:0 gegen Atletico. Am 24. Juli 2022 wurde das JIS mit einem Freundschaftsspiel zwischen Persija Jakarta und dem Chonburi FC (3:3) vor mehr als 60.000 Zuschauern offiziell eröffnet. Die Einweihungszeremonie des JIS begann mit einem Auftritt bekannter indonesischer Musikstars.

## Design
Der Entwurf bietet eine dreistufige Tribünenkonstruktion mit einer Gesamtkapazität von 82.000 Zuschauern. Die Gesamthöhe des Stadions beträgt 73 Meter, was es zu einem der höchsten Stadien der Welt macht. Die Fassade und die Sitzplatzmosaike werden in Anlehnung an die Farben und das Maskottchen der Mannschaft Persija Jakarta gestaltet, während die Form des Stadions selbst von der traditionellen Kleidung der Betawi inspiriert ist.